# Louis Hasselriis
Louis Hasselriis (født 12. januar 1844 i Hillerød, død 20. maj 1912 på Frederiksberg) var en dansk billedhugger.
Hasselriis besøgte Kunstakademiet 1859-65. Han var elev af H.W. Bissen og begyndte 1863 at udstille (Statue af en legende Dreng). I 1866 købte Museet i Kristiania hans statuette af Johannes Ewald. I 1868 vandt han den lille guldmedaille.
Fra 1869 til få år før sin død levede han i Rom. På verdensudstillingen 1873 i Wien vandt han en medalje for statuen af En Diskoskaster (Nationalgalleriet) og af Heinrich Heine (tidligere ved den østrigske kejserindes villa på Korfu, nu i Toulon). Et andet Heinemonument fik plads på digterens grav i Paris.
I øvrigt kan nævnes Bellmans statue (1874; Statens Museum for Kunst), H.C. Andersens statue i Odense (udstillet 1880), bronzestatuette af Søren Kierkegaard (1883; Københavns Kunstforening), og Faun med en Amfora (Ørstedsparken i København). Den lille statuette af Kierkegaard er virkelig fortrinlig og åndfuld, medens hans øvrige arbejder er af højst forskellig værd.
1892—95 udførte han det store Danmarksmonument (opstillet i Østre Anlæg) for midler, som det lykkedes ham at få ved en indsamling. Det ansås kunstnerisk så uheldigt, at det i stigende grad fik den offentlige mening imod sig. Et projekt (1909) til et Columbus-monument i Amerika opnåede han ikke at få bestilling på.
1897 blev Hasselriis Ridder af Dannebrog. Han er begravet på Vestre Kirkegård. Der findes et portrætmaleri af L.A. Schou (forhen hos Johan Hansen) og xylografi 1896 efter fotografi.